# Telmisartan
Le telmisartan est un des antagonistes des récepteurs de l'angiotensine II et est utilisé comme antihypertenseur.

## Mode d'action
Le telmisartan présente une très forte affinité pour le récepteur AT1 de l'angiotensine II (A1), avec une affinité de liaison 3 000 fois plus élevée pour AT1 que pour AT2. Sa demi-vie de 24 heures est la plus longue des antagonistes des récepteurs de l'angiotensine II.
Il présente l'avantage de ne pas modifier le métabolisme de la bradykinine, contrairement aux inhibiteurs de l'enzyme de conversion (IEC), ce qui évite les effets secondaires associés, comme la toux.

## Indications
- Hypertension artérielle,
- Insuffisance rénale chronique féline : son action antihypertensive diminue la pression artérielle glomérulaire,  ce qui limite l'hyperfiltration entraînant une diminution de la protéinurie[3].